# Vilela (Póvoa de Lanhoso)
Vilela is een plaats (freguesia) in de Portugese gemeente Póvoa de Lanhoso en telt 674 inwoners (2001).

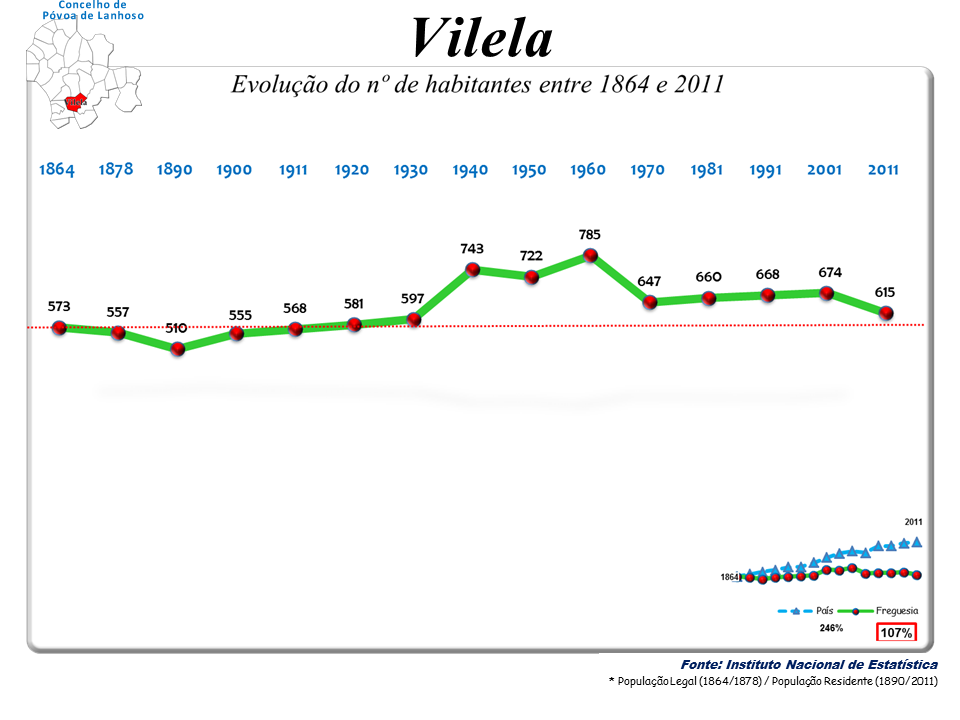
Bevolkingsontwikkeling tussen 1864 en 2011